# Steve Fisk
Pour les articles homonymes, voir Fisk.
Steve Fisk est un producteur et ingénieur du son américain vivant à Washington. Participant à la vague grunge du début des années 1990, il a ainsi produit Screaming Trees, Soundgarden et Nirvana à leurs débuts.

## Artistes produits
- Low[1]
- The Posies
- Car Seat Headrest
- Soul Coughing[2]
- Nirvana[2],[3]
- Soundgarden[2]
- Screaming Trees
- The 360's
- Calvin Johnson
- Wedding Present[4]
- Unwound[2]
- Heather Duby[5]
- Negativland
- Damien Jurado
- Beat Happening[6]
- The Geraldine Fibbers[4]
- Boss Hog
- Harvey Danger

## Discographie

### Avec Pigeonhed
- Pigeonhed (1993)
- The Full Sentence (1997)

### Avec Pell Mell
- For Years We Stood Clearly as One Thing (1985)
- The Bumper Crop (1987)
- Flow (1991)
- Interstate (1995)
- Star City (1997)

### Solo
- Kiss This Day Goodbye (1982)
- Til the Night Closes in (1985)
- One More Valley (1985)
- 448 Deathless Days (1987)
- Over and Thru the Night (1993)
- 999 Levels of Undo (2001)